# Boulevard d'Anfa
Le boulevard d'Anfa est une voie de Casablanca, au Maroc. 

## Situation et accès
Situé dans l'ouest du centre de la ville, il est bordé au nord par le quartier Racine et au sud le quartier Gauthier.

## Origine du nom
Il porte le nom de l'arrondissement d'Anfa.